# Trichosanthes cucumerina
Espèce
Classification APG IV (2016)
Trichosanthes cucumerina (la Patole) est une espèce de plante à fleurs de la famille des Cucurbitaceae. C'est une plante grimpante tropicale ou subtropicale cultivée pour son long fruit saisissant utilisé comme légume et en médecine.
Les longs fruits étroits, des fruits à peau lisse peuvent atteindre 150 cm de long. Sa chair douce, fade, un peu mucilagineuse est semblable à celle du luffa et de la calebasse. Il est très populaire dans la cuisine d'Asie du Sud et du Sud-Est. Les pousses, les vrilles et les feuilles sont également consommées comme légume vert.

## Dénominations
Ses noms vernaculaires incluent "patole" (pour la sous-espèce Trichosanthes cucumerina var. Anguina), "serpent gourde", "chichinga" et "Padwal". On l'appelle dodoki en shimaore. Il est connu comme Chichinga / Chichinge en bengalî, potlakaaya (పొట్లకాయ) en telugu, pathola en cinghalais, pudalankaai (புடலங்காய்) en tamoul, dhunduli en assamais, paduvalakaayi en kannada et padavalanga en malayalam .

## Caractéristiques
Trichosanthes cucumerina est une plante grimpante monoïque annuelle qui se développe au moyen de vrilles et qui peut atteindre une hauteur de 2 à 5 m ainsi qu’une largeur 2 à 3 m à maturité .

### Appareil végétatif
Au niveau de son appareil végétatif, elle a une tige mince pentagonale et possède des feuilles alternes et simples avec un pétiole charnu de 2 à 8 cm de long, couvert de poils. Le limbe est formé de 5 à 7 lobes de 10 à 25 x 10 à 20 cm qui est cordé à la base, possédant également des bords dentés et étant pubescent sur les 2 faces.

### Appareil reproducteur
Les fleurs sont unisexuées, régulières, gamopétales, penta-5-mères et blanches. Elles possèdent un calice tubulaire ainsi que des lobes frangés de la corolle qui font penser à des excroissances de cheveux ou à de la dentelle. Les fleurs mâles sont en grappes axillaires de 5 fleurs sur des pédoncules de 10-30 cm de long et possèdent 3 étamines. Les fleurs femelles quant à elles sont solitaires et sessiles, avec un ovaire infère et 3 stigmates.
Le fruit est une baie, mince long et cylindrique, souvent vrillé, de 30 à 200 cm de long et de 2 à 10 cm de large. Il est vert-gris avec des rayures blanches quand il est immature mais il devient rouge foncé à maturité. Sa pulpe est blanche, fibreuse et elle contient de nombreuses graines. Ses graines sont aplaties, mesurent 1-1,5 cm de long, et sont brunes à grisâtres avec une marge ondulée. Les plantules ont une germination épigée.

## Taxonomie et classification
Selon une hypothèse basée sur la forme similaire des graines de Trichosanthes, ce genre remonterait à 35 millions d’années. Des graines ont été retrouvées à plusieurs endroits, ce qui impliquerait que le clade est originaire de l’Est de l’Asie. Cette hypothèse n’est cependant pas basée sur des preuves fossiles mais sur des graines d’espèces actuelles de Trichosanthes.
Variétés :
- Type sauvage Trichosanthes cucumerina L.
- Cultivar Trichosanthes anguina L. [3]

## Écologie

### Régions d'origine
Le genre Trichosanthes est originaire du Sud et de l’Est de l’Asie, de l’Australie et des Iles du Pacifique Ouest. L’espèce Trichosanthes cucumerina est trouvée à l’état sauvage dans toutes ces régions. Elle est aujourd’hui importée d’Inde vers l’Afrique de l’Est et est cultivée comme un légume dans les jardins d’Afrique.

### Habitat
Généralement cultivé dans les régions tropicales ou subtropicales, elle pousse dans les broussailles et près des forêts. On la trouve à une altitude de 1500 m à partir du niveau de la mer ainsi que dans des milieux humides. Sa tolérance de variation de température se situe entre 20 °C et 35 °C, sa croissance est optimale entre 30 °C et 35 °C et elle ne tolère pas les sols secs ni les milieux froids. Si cette plante aime les milieux humides, elle ne résiste cependant pas à l’inondation.

### Cycle de vie
Le cycle de vie de Trichosanthes cucumerina est annuel. La floraison a lieu durant les mois de juin, juillet et aout, 5 à 6 semaines après la levée. Les fleurs mâles sont produites 3 jours avant les femelles et elles s’ouvrent durant la soirée et début de matinée. La pollinisation est effectuée par des insectes comme les abeilles, guêpes et les papillons. On voit apparaitre des fruits environ 3 mois après le semis.

### Interactions avec d'autres organismes
Un exemple de pollinisateur est Anadevidia peponis (en) qui est un papillon nocturne de la famille des Noctuidae vivant en Asie du Sud-Est, notamment au Japon et en Inde ainsi qu’à Taiwan et Nouvelle-Galles du Sud en Australie. Il peut atteindre une envergure de 40 mm et ses larves se nourrissent d'espèces de Cucurbitaceae et peuvent se retrouver sur la Trichosanthes cucumerina.

## Utilisations
Cette plante au fruit à l’allure de serpent est utilisée à plusieurs fins. Les jeunes racines, feuilles et les fruits peuvent servir pour la cuisine ainsi que dans un but décoratif en tant que plante ornementale. Le fruit, lorsqu’il est bien mûr, est dans certains endroits comme la Côte d’Ivoire et le Nigeria cuisiné comme un substitut de la sauce tomate en raison de la couleur rouge de sa pulpe.
Sa valeur nutritive est élevée puisqu’elle contient des protéines, acides gras, fibres, hydrates de carbone, sels minéraux et des vitamines A et E en quantité.
Le fruit immature, lui, émet une odeur déplaisante au moment de la préparation mais celle-ci disparait à la cuisson. Il est donc nécessaire de le manger cuit et non cru. Cette plante présente deux variétés selon qu’elle soit sauvage ou améliorée.
La forme sauvage correspond aux cultures d’Afrique de l’Ouest et d’Afrique Centrale et porte le nom de Trichosanthes cucumerina, alors que la forme améliorée provient d’Inde et se cultive en Afrique de l’Est et porte le nom de T. cucumerina var. anguina L.

## Usages médicaux
Trichosanthes cucumerina est une plante souvent utilisée dans les systèmes traditionnels de médecine sri-lankais. La plante entière, y compris les racines, les feuilles, les fruits et les graines ont des propriétés médicinales. La racine est utilisée comme remède contre la bronchite, les maux de tête et les furoncles. De plus, le jus de feuille est parfois frotté sur le ventre afin soulager la congestion du foie. Les racines et les fruits sont considérés comme cathartiques grâce à leurs propriétés purifiantes. Les parties aériennes de Trichosanthes cucumerina sont utilisées en plus d'autres matières végétales diverses pour soigner l'indigestion, les fièvres bilieuses, les furoncles, les plaies et les éruptions cutanées telles que l'urticaire, l'eczéma, la dermatite, le psoriasis, les ulcères et l'inflammation.
Une étude menée par la NCBI a démontré qu’un extrait d’eau chaude des parties aériennes aurait un effet sur des œdèmes présents sur les pattes de rats qui seraient induit par la carragenine. Les résultats de l’étude ont indiqué que l’extrait d’eau chaude de Trichosanthes cucumerina a bien une capacité marquée à contrer l’inflammation aiguë induite par le carraghénane. L’extrait d’eau chaude aurait un effet de protection/stabilisation de la membrane des globules rouges empêchant la lyse due à la chaleur. Cet effet indique sa capacité à stabiliser la membrane lysosomale et ainsi à inhiber l'inflammation induite par le carraghénane. Cette étude a également mis en évidence l’inhibition significative de la production de NO par les cellules péritonéale du rat, le NO étant un médiateur important dans la réponse inflammatoire. Cette découverte encourage la théorie comme quoi la patole aurait une action anti-inflammatoire et explique son usage thérapeutique.
Hwe (extrait d’eau chaude des parties aériennes de Trichosanthes cucumerina) a également un effet gastroprotecteur. En effet, il provoque une inhibition significative du nombre et de la longueur de lésions gastriques induite par l’éthanol.
En plus de l’action anti-inflammatoire et gastroprotecteur, Trichosanthes cucumerina possède un effet cytotoxique contre des cellules cancéreuses humaines, les extraits de racines étant plus efficaces que le jus de fruits.
Selon une autre étude, la plante montrerait des propriétés hypoglycémiantes. Il est cependant important de prendre en compte si l’effet provient de la partie inorganique de la plante contenant principalement des éléments minéraux, car la qualité de l’effet en est parfois dépendant comme par exemple pour l'activité hypoglycémique.
Un autre bienfait de cette plante peu connu est de réduire la gravité des lésions cardiaques induites par la Doxorubicine (DOX), un antibiotique anthracycline qui est largement utilisé comme agent anticancéreux. Cet effet est provoqué par le méthanol que l’on extrait du fruit de la patole.
Cet extrait méthanolique contre l’hépatotoxicité induite par CCL4 chez le rat, l’effet protecteur est observé avec la réduction de la peroxydation lipidique et une meilleure défense des hépatocytes contre les espèces réactives de l'oxygène. Ceci pousse les chercheurs à soutenir scientifiquement l'utilisation de cette plante dans diverses préparations et la médecine traditionnelle à utiliser la plante comme traitement des troubles du foie et comme tonique.

## Agriculture et horticulture
La variété cultivée est T. cucumerina var. anguina. Les graines récoltées depuis les fruits mûrs sont séchées avant d’être semées. Elles sont plantées à 75 cm l’une de l’autre dans la même ligne avec un espace de 1,5 m entre les lignes. La pousse de la plante implique des tuteurs afin qu’elle grandisse en hauteur. Une fois que les fruits apparaissent, une technique consiste à attacher un poids au bout de chaque fruit afin de les faire pousser en longueur. Ils sont récoltés lorsqu’ils sont encore immatures, environ deux semaines après l’apparition des premiers fruits.
Dans le cas où on veut produire de la pulpe, il vaut mieux récolter les fruits mûrs desquels on peut également extraire les graines pour les sécher. Pour un cultivar de type sauvage, la récolte donnera plus ou moins 6 à 10 fruits par plante. Un cultivar modifié va, lui, donner jusqu’à 50 fruits, ce qui correspond à environ 50 kg si les fruits sont bien mûrs. Une bonne récolte peut atteindre 30 tonnes par hectare.
La patole peut contracter des maladies comme le mildiou et l’anthracnose qui se manifestent au niveau des fruits, qu’ils soient matures ou immatures. Des dégâts dans la plante peuvent aussi être l’œuvre de nématodes à gales ou d’insectes comme les mouches à fruits de Bactrocera et Dacus.

## Galerie

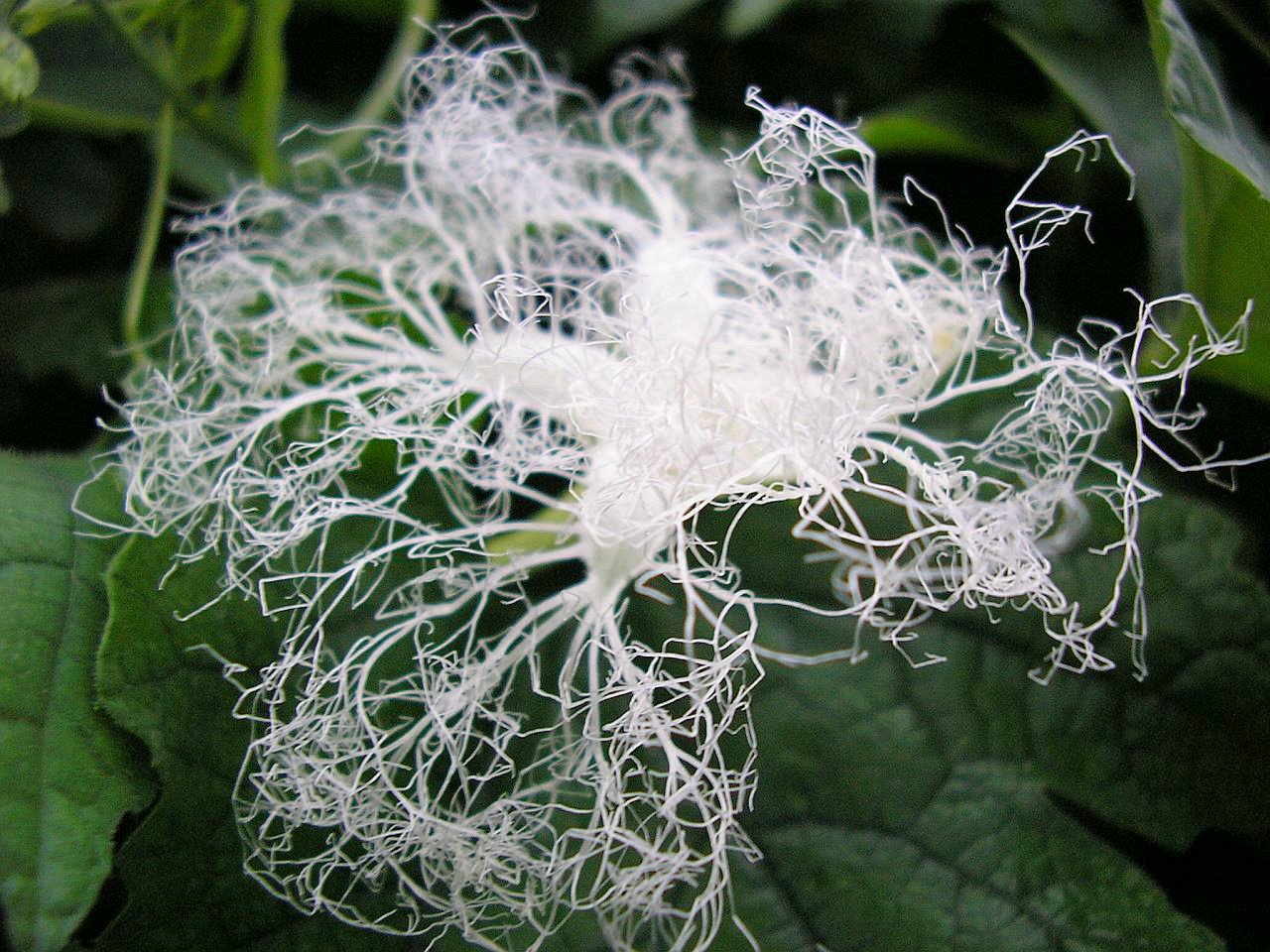
Fleur.
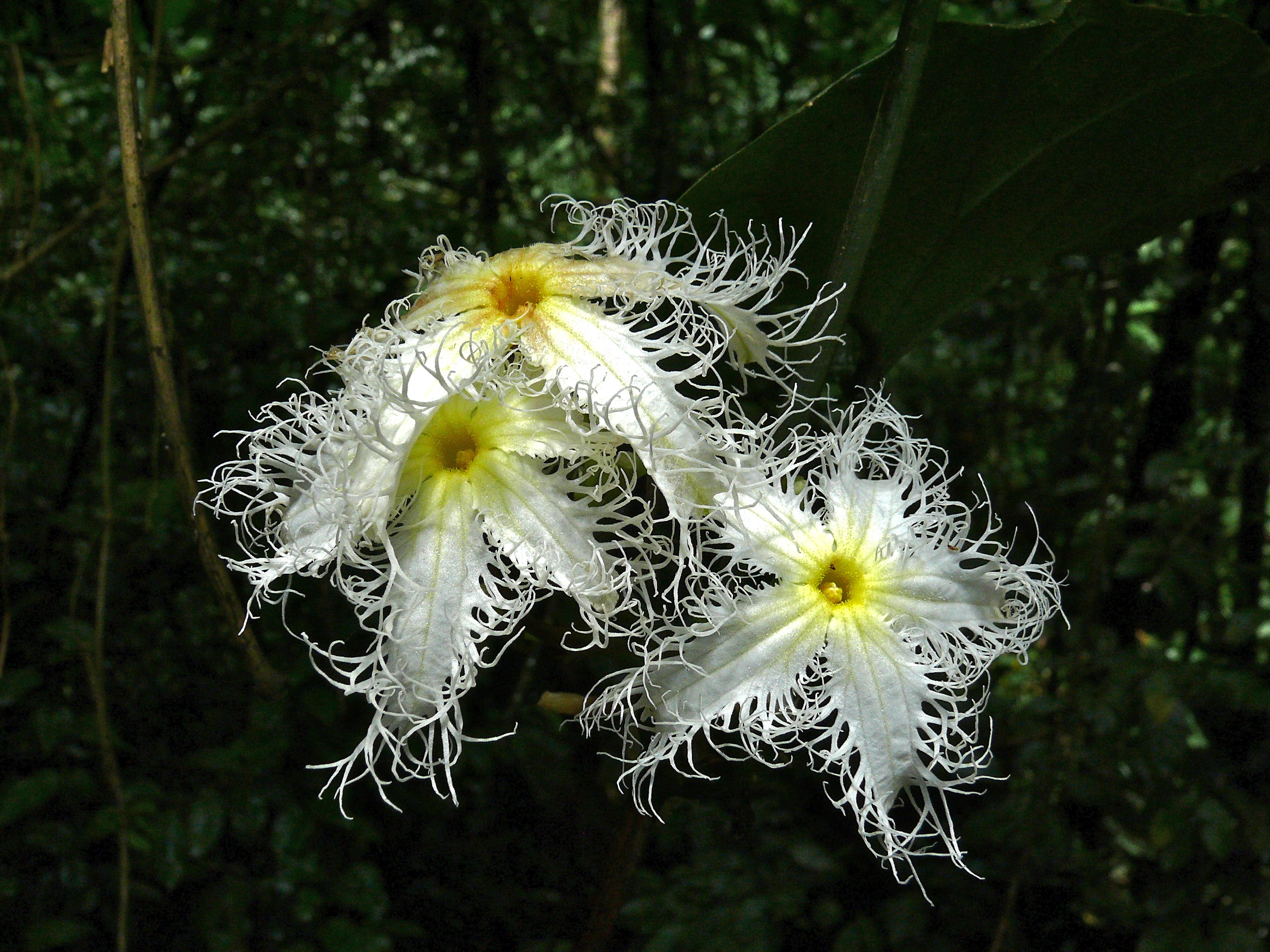
Fleur (Parc national du Gunung Mulu, Malaisie)
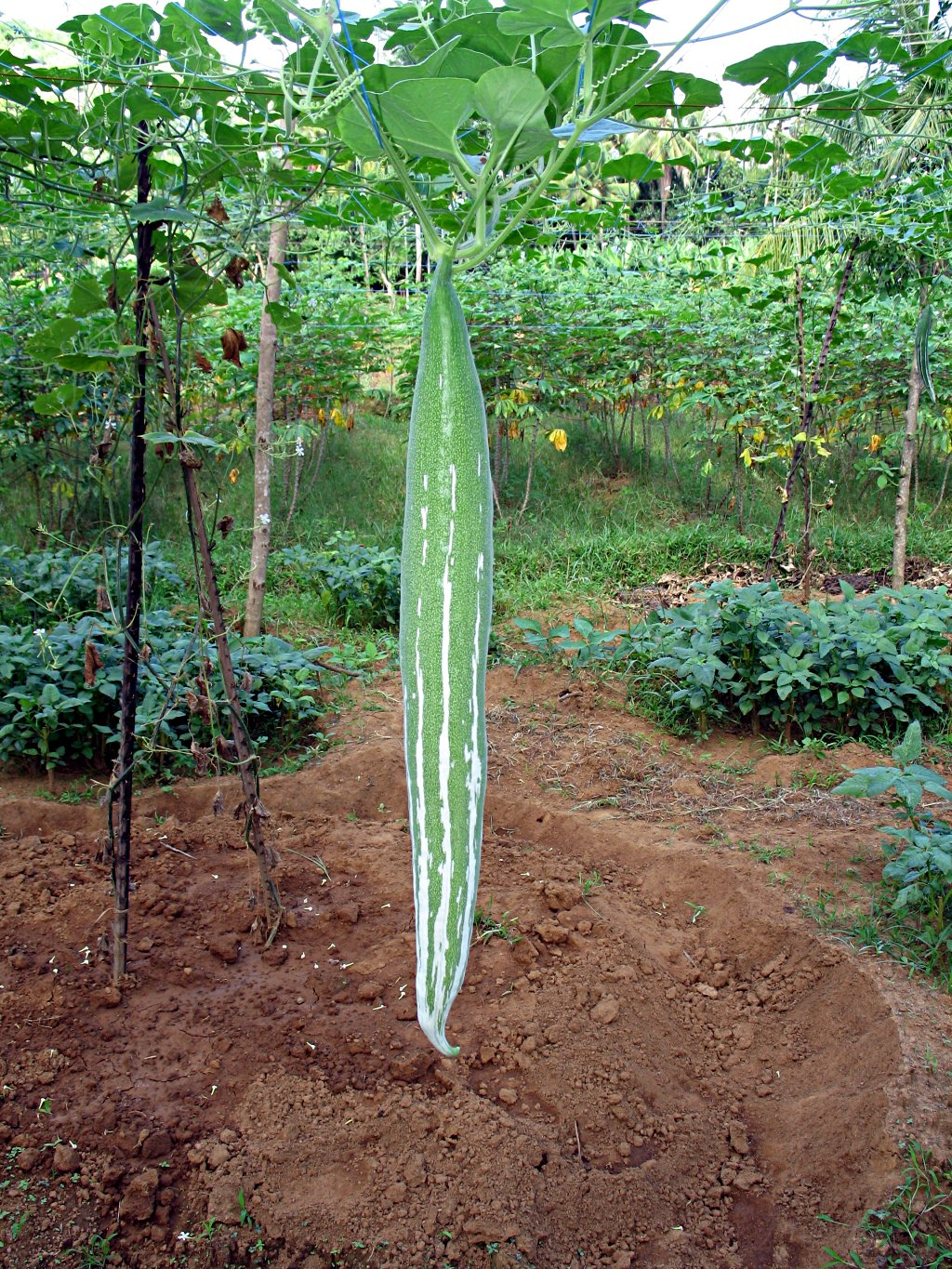
Fruit.
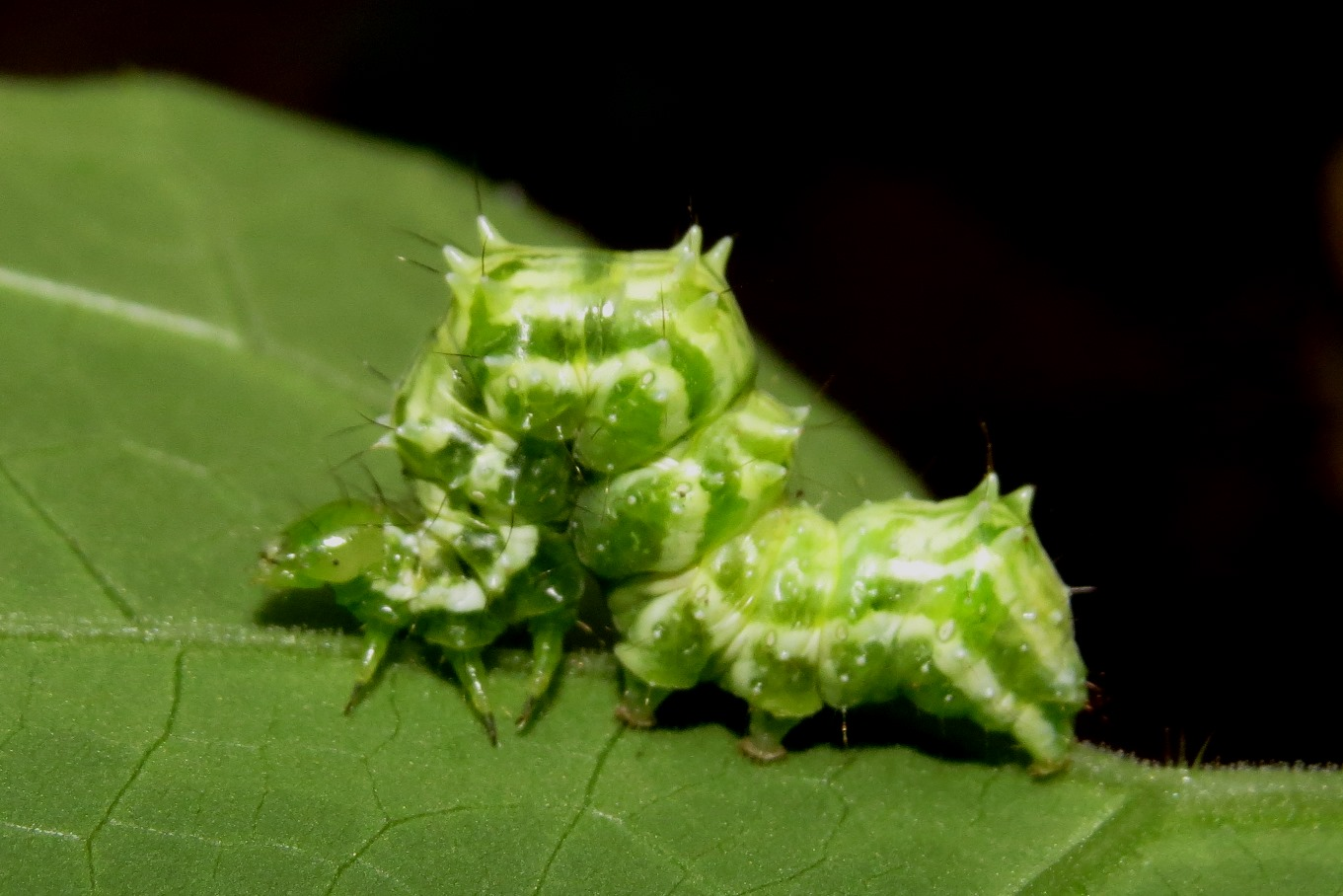
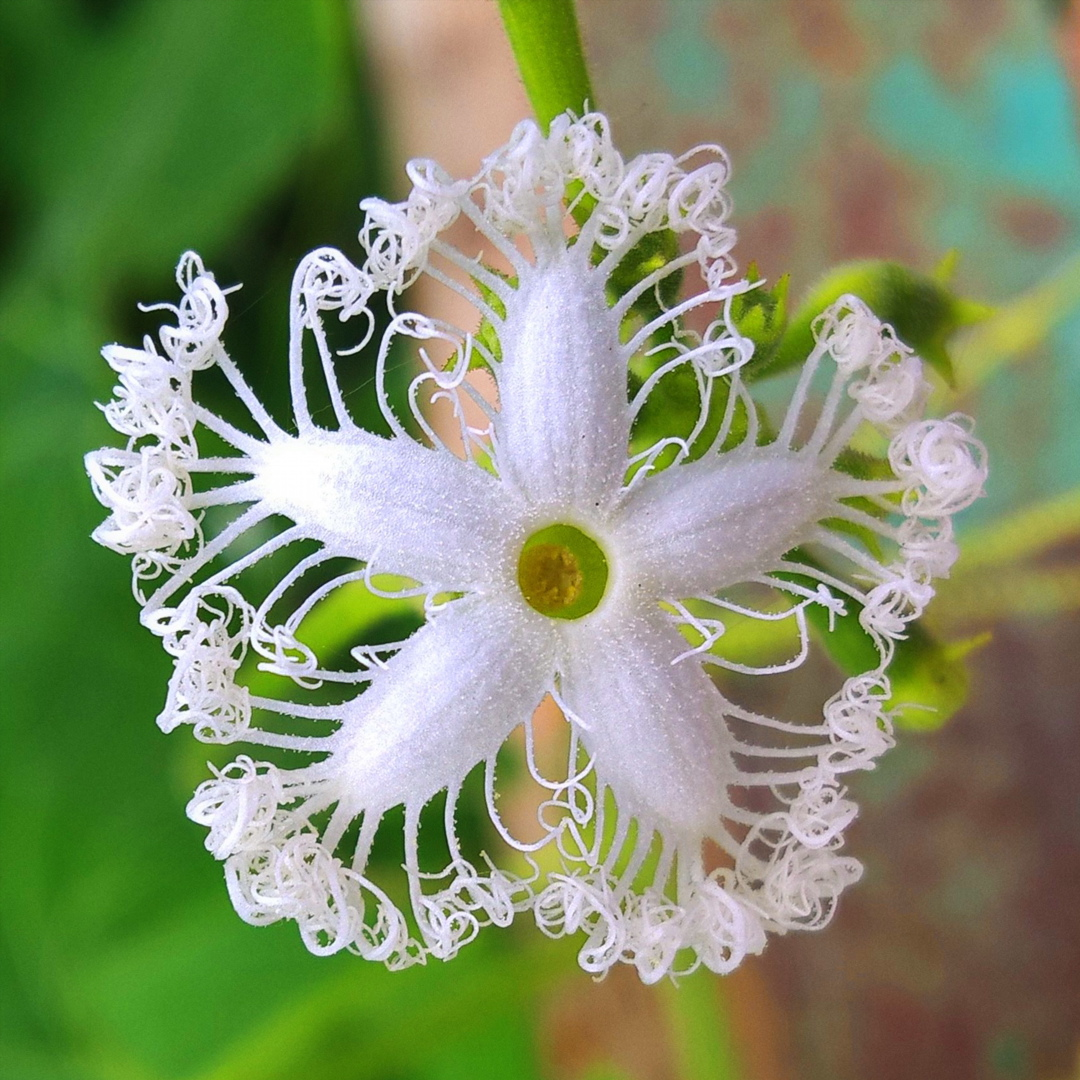
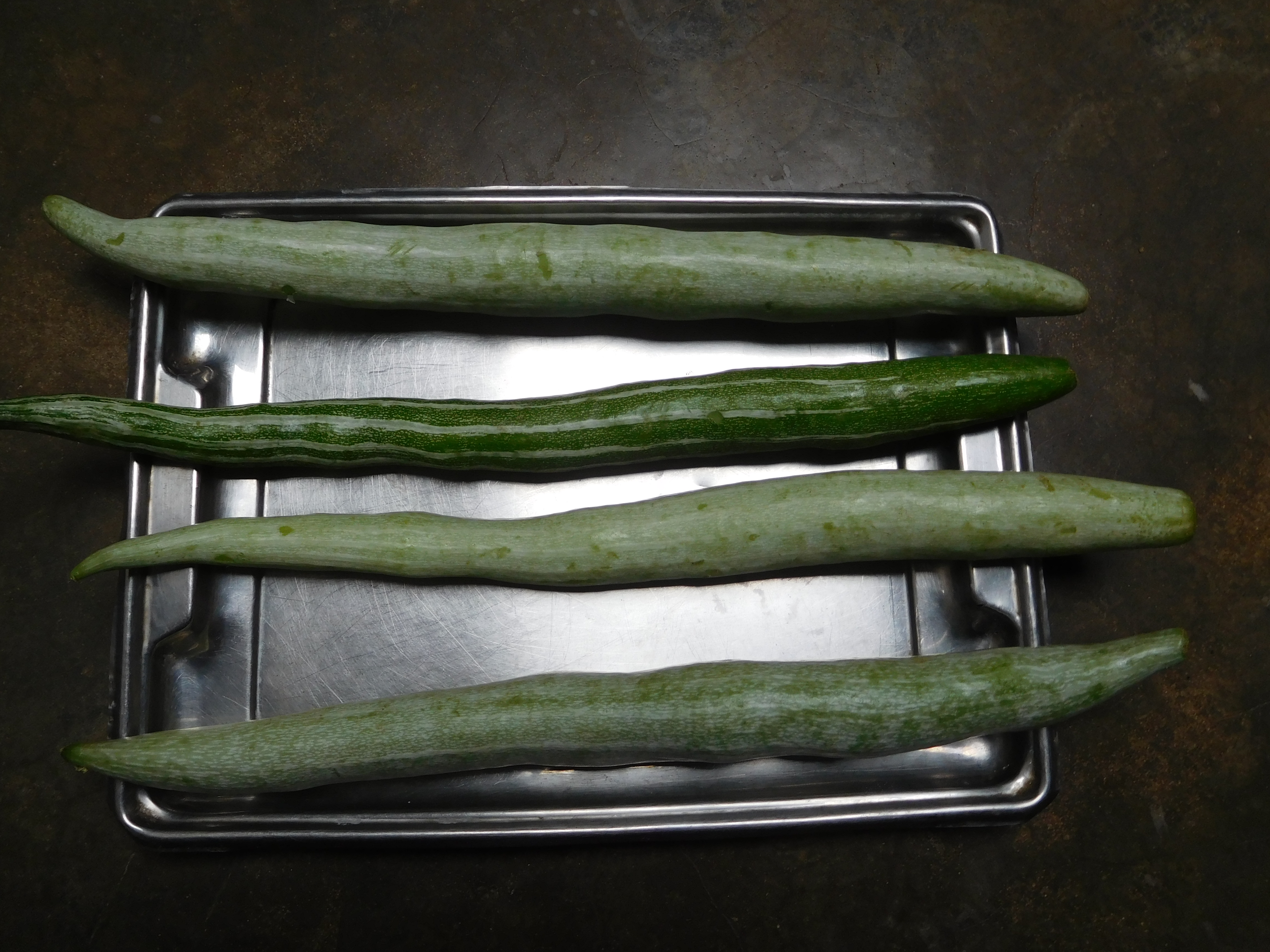